# 런필모
런필모(본명: 정필모, 1998년 2월 24일 ~ )는 대한민국의 카트라이더 러쉬플러스 프로게이머 겸 지도자로 아이디는 RUNPILMO이다. 현재 ROX 게이밍에서 활동하고 있다. 
이전에는 e스포츠 해설자로도 활동했다.

## 해설자 시절
2021년 5월, 2021 카러플 그랑프리 시즌 1에 해설 위원으로 합류했다. 선수 데뷔 이후에도 시즌 중 진행되지 않는 2021 카러플 그랑프리 시즌 2의 해설을 맡게 되었다.
이후, 2022 카러플 그랑프리 시즌 1을 마치고 해설 활동을 중단했다.

## 선수 시절
2021년 6월, 2021-1 시즌 개인전에 출전하면서 프로 커리어를 시작했다.
2021-1 시즌 개인전 15위를 기록했다.

## 선수 겸 지도자 생활
2021년 9월, TBP 게이밍의 개인전 선수 겸 감독으로 선임되었다. 2021-2 시즌 팀전 4위에 기여했고, 개인전 13위를 기록했다.
2022-1 시즌 팀전 우승에 기여했고, 개인전 14위를 기록했다. 이후 팀이 해체되었다.
2022-2 시즌을 앞두고 ROX 게이밍의 개인전 선수 겸 감독으로 선임되었다.

## 소속팀

### 선수
| # | 팀명       | 소속 기간               | 소속 리그 | 비고 |
| - | ---------- | ----------------------- | --------- | ---- |
| 1 | 팀 GP      | 2021.09.10 ~ 2022.07.13 | KRPL      |      |
| 2 | ROX 게이밍 | 2022.09.13 ~            | KRPL      |      |

### 지도자
| # | 팀명       | 직책         | 소속 기간               | 소속 리그 | 비고 |
| - | ---------- | ------------ | ----------------------- | --------- | ---- |
| 1 | 팀 GP      | 감독 겸 선수 | 2021.09.10 ~ 2022.07.13 | KRPL      |      |
| 2 | ROX 게이밍 | 감독 겸 선수 | 2022.09.13 ~            | KRPL      |      |

## 수상 내역

### 지도자
- 2022 신한은행 헤이영 카트라이더 러쉬플러스 리그 시즌 1 우승
- 2022 신한은행 쏠 카트라이더 러쉬플러스 리그 시즌 2 3위

## 해설 경력
- 2021~2022: 카러플 그랑프리 해설